# Torstanesjön
Torstanesjön är en sjö i Färgelanda kommun i Dalsland och ingår i Göta älvs huvudavrinningsområde. Sjöns area är 0,05 kvadratkilometer och den befinner sig 111 meter över havet.